# Otani Memorial Art Museum
Das Otani Memorial Art Museum (englisch für japanisch 西宮市大谷記念美術館 Nishinomiya-shi Ōtani kinen bijutsukan, „Ōtani-Gedenk-Kunstmuseum der Stadt Nishinomiya“) ist ein Museum für japanische Kunst in Nishinomiya, Hyōgo.

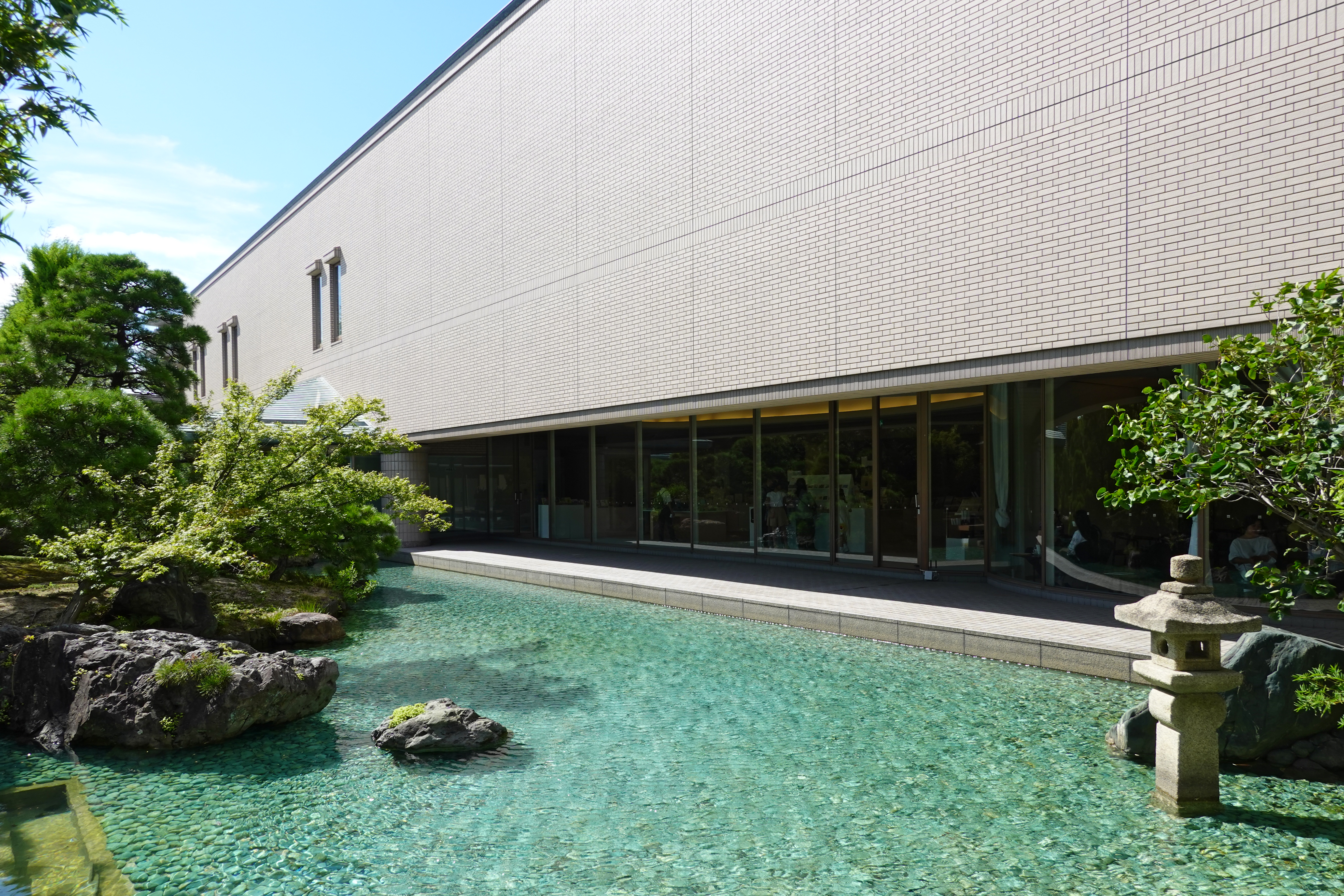
Otani Memorial Art Museum Nishinomiya City. Blick vom Garten aus

Das Museum wurde auf der Grundlage einer Schenkung des Industriellen Takejirō Ōtani (1877–1969), ehemaliger Präsident der Showa Electrode (englisch für Shōwa denkyoku, heute SEC Carbon), gegründet. Der Garten des Museums enthält Steinlaternen, eine fünfstöckigen Pagode und riesigen Gartensteine, die von Takejiro Otani gesammelt wurden. Betreiber ist das Otani Memorial Museum of Art, Nishinomiya City.

## Geschichte
Das Museum wurde im November 1972 eröffnet. 1977 wurden ein neuer Flügel und eine Werkstatt eröffnet. Im Januar 1991 wurde das Museum vollständig umgebaut und erweitert. Das Erdbeben von Kōbe 1995 verursachte schwere Schäden an den Gebäuden, Einrichtungen und Kunstwerken des Museums. Nach dem Wiederaufbau konnte das Museum bereits 1996 wieder eröffnet werden. Das Museum veranstaltet regelmäßig Wechselausstellungen mit Werken internationaler Künstler oder zu bestimmten Themen. Das Museum richtet seit 1978 die jährlich stattfindende „Bologna International Picture Book Original Drawing Exhibition“ aus.

## Sammlung
Neben der ursprünglichen Sammlung, die hauptsächlich moderne japanische Malerei aus dem Westen, traditionelle moderne japanische Malerei und französische Malerei (u. a. von Gustave Courbet, La Moissonneuse endormie, ca. 1845) umfasst, sammelt das Museum auch Kunstwerke lokaler Künstler, insbesondere aus der Region Hanshin, sowie Drucke. Gegenwärtig umfasst die Sammlung mehr als 1300 Objekte, mit Schwerpunkt auf traditioneller und moderner japanischer Kunst sowie ausgewählten Werken aus anderen Regionen.
1. Japanische Malerei und Kalligraphie: Das Museum zeigt Werke namhafter japanischer Künstler von der klassischen Nihonga (traditionelle japanische Malerei) bis zu zeitgenössischen Stilen. Dazu gehören auch Kalligraphien und Rollbilder, die die ästhetischen und kulturellen Traditionen Japans widerspiegeln.
2. Moderne Kunst: Hier wird moderne und zeitgenössische japanische Kunst gezeigt, wobei der Schwerpunkt auf der Weiterentwicklung traditioneller Techniken in der Moderne liegt.
3. Keramik und Töpferei: Eine bedeutende Sammlung japanischer Keramik, darunter traditionelle Töpferwaren aus regionalen Töpfereien und moderne künstlerische Interpretationen.
4. Kulturelle Artefakte: Objekte wie Lackwaren und Textilien.

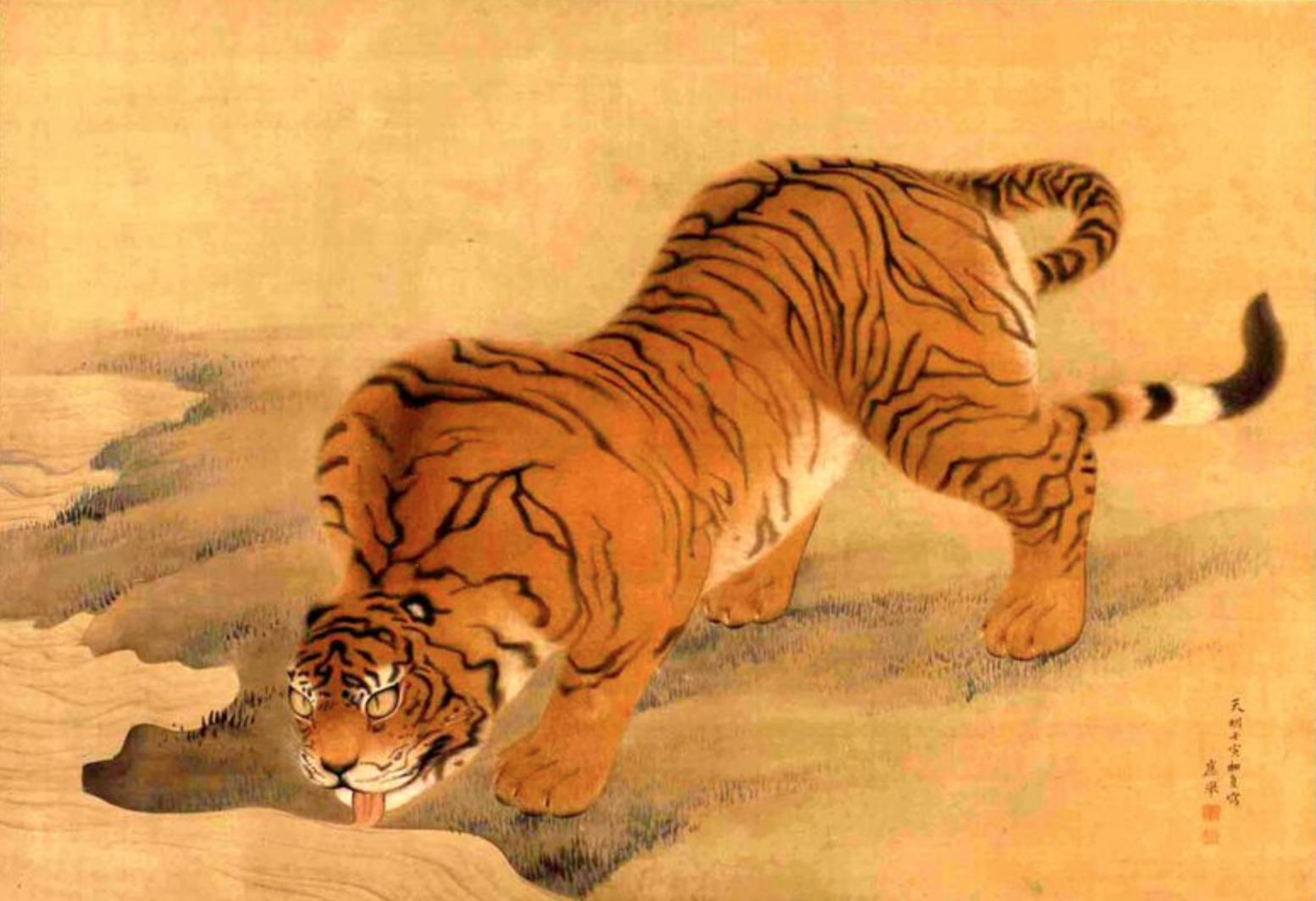
Maruyama Ōkyo (1733–1795): Mizu-nomi no Tora (Wassertrinkendenr Tiger, 1782)
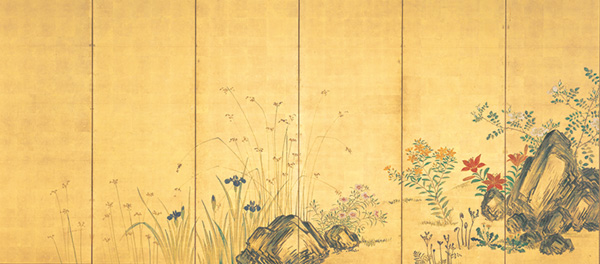
Katsube Joshunsai: Blumen der vier Jahreszeiten,  zwischen 1764 und 1784
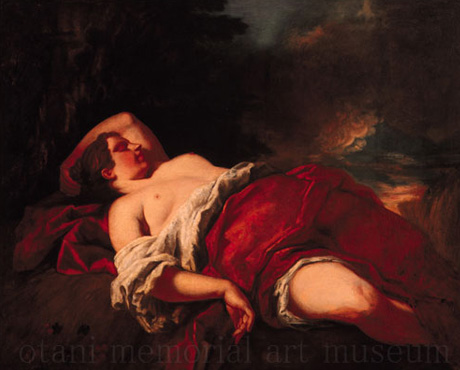
Gustave Courbet (1819–1877): La Moissonneuse endormie (Die schlafende Feldarbeiterin) ca. 1845
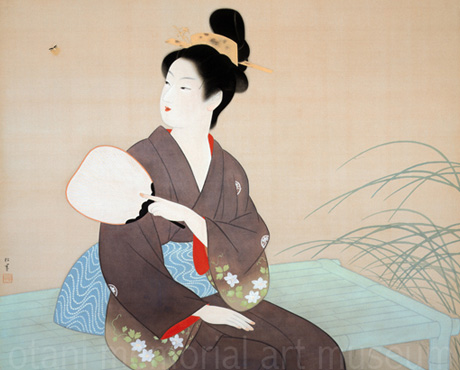
Uemura Shōen (1875–1949): Glühwürmchen, 1943
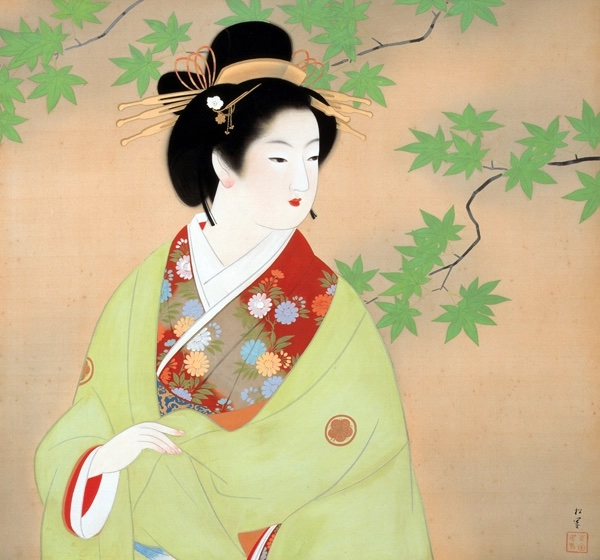
Uemura Shōen (1875–1949) Bijinga